# Рајнбек (Њујорк)
Рајнбек (енгл. Rhinebeck) град је у америчкој савезној држави Њујорк.

## Демографија
По попису из 2010. године број становника је 2.657, што је 420 (-13,6%) становника мање него 2000. године.
| Група             | 2000.         | 2010.         |
| Белци             | 2.830 (92,0%) | 2.347 (88,3%) |
| Афроамериканци    | 59 (1,9%)     | 44 (1,7%)     |
| Азијати           | 35 (1,1%)     | 56 (2,1%)     |
| Хиспаноамериканци | 122 (4,0%)    | 177 (6,7%)    |
| Укупно            | 3.077         | 2.657         |